# Theobroma velutinum
Theobroma velutinum là một loài thực vật có hoa trong họ Cẩm quỳ. Loài này được Benoist miêu tả khoa học đầu tiên năm 1921.